# Khadim Diaw
Khadim Diaw (Saint-Louis, 7 luglio 1998) è un calciatore senegalese naturalizzato mauritano, difensore dell'Al-Hilal Omdurman e della nazionale mauritana.

## Carriera

### Club
Cresciuto nelle giovanili del Génération Foot, esordisce in prima squadra nel 2013.
Nel 2020 si trasferisce in prestito al Horoya. Al termine della stagione viene acquistato da club.

### Nazionale
Ha esordito con la nazionale mauritana il 20 gennaio 2024 subentrato al 46' della sfida persa 3-2 contro l'Angola, valida per la seconda giornata della Coppa d'Africa 2023.

## Palmarès

### Club

#### Competizioni nazionali
- Campionato guineano: 2

Horoya: 2021, 2022